# Rock Island (Washington)
Rock Island è una città degli Stati Uniti d'America, situata nello Stato di Washington, nella Contea di Douglas.